# Hölle 12 (Quedlinburg)

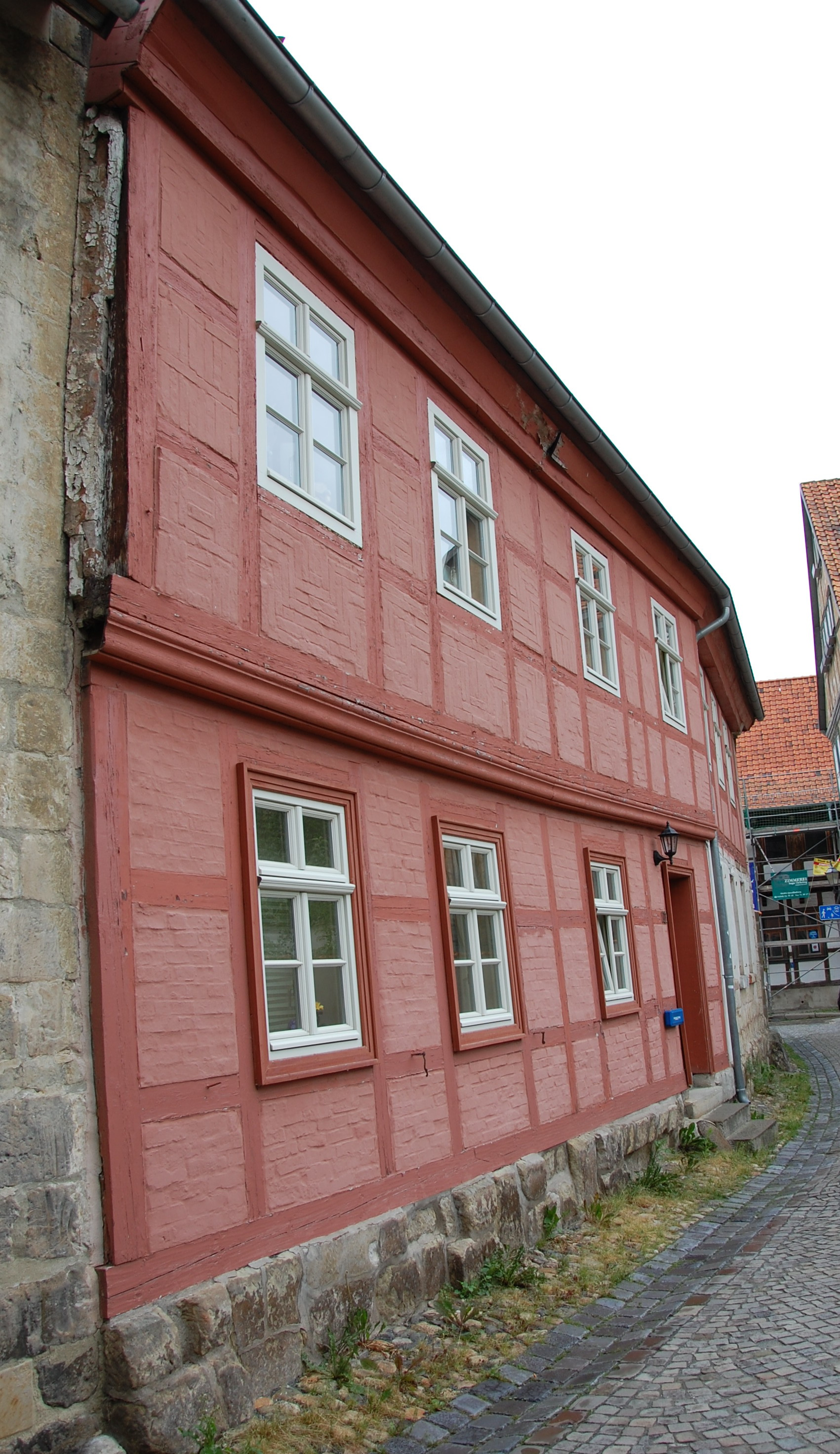
Haus Hölle 12

Das Haus Hölle 12 ist ein denkmalgeschütztes Gebäude in der Stadt Quedlinburg in Sachsen-Anhalt.

## Lage
Es befindet sich östlich des Marktplatzes der Stadt und gehört zum UNESCO-Weltkulturerbe. Im Quedlinburger Denkmalverzeichnis ist es als Wohnhaus eingetragen. Nördlich des Hauses grenzt der gleichfalls denkmalgeschützte Höllenhof an.

## Architektur und Geschichte
Das zweigeschossige Fachwerkhaus stammt aus der Zeit um 1760. Die Fachwerkfassade ist mit profilierten Bohlen versehen. In den Gefachen finden sich Zierausmauerungen. Die Hausflucht folgt dem hier gebogenen Verlauf der Straße. Im 19. Jahrhundert erfolgte eine Erneuerung des Gebäudes.